# Средоје Лукић
Средоје Лукић (Рујишта код Вишеграда, 5. април 1961) бивши је милиционер, учесник рата у Босни и Херцеговини на простору Вишеграда. 
Међународни кривични суд за бившу Југославију у Хагу га је осудио на 35 година затвора.

## Биографија
Рођен је 5. априла 1961. године у селу Рујишта код Вишеграда, од оца Ђорђа Лукића. У сродству је са генералом полиције Сретеном Лукићем, као и Миланом Лукићем.
Радио је као милиционер у Београду и учио рата у Босни и Херцеговини као саобраћајац у Вишеграду. Априла 1992. године се прикључио паравојној групи, за коју Хашки трибунал верује, али подвлачи да нема доказа, да је била под командом Српске демократске странке. Припаднике ове формације је ухапсила Територијална одбрана између 7. и 9. априла 1992. године. Током периода у бошњачком заробљеништву, Лукић је мучен и понижаван, а гашени су му опушци од цигарета по телу. Пуштен је 14. или 15. априла 1992. године.
Средоје Лукић се 14. септембра 2005. године, добровољно предао Министарству унутрашњих послова Републике Српске у Бањалуци.
Међународни кривични суд за бившу Југославију му је судио заједно са Миланом Лукићем. Првостепеном пресудом од 30. јула 2009. године, осуђен је на 30 година затвора, за дела окрутног поступања, убиство, кршење закона и обичаја ратовања, прогоне, злочине против човечности и друга нехумана дела. Жалбено веће је 4. децембра 2012. године, умањило Средоју Лукићу казну на 27 година затвора.
Затворску казну издржава у затвору Норвешкој, где је пребачен 21. августа 2013. године.